# Nazzano
Nazzano és un comune (municipi) de la ciutat metropolitana de Roma, a la regió italiana del Laci, situat uns 40 km al nord de Roma. L'1 de gener de 2018 tenia 1.395 habitants.

## Ciutats agermanades
- Iași, Romania, des de 1999